# Сали Пирсон
Сали Пирсон (енгл. Sally Pearson; девојачко Маклелан; Сиднеј, 19. септембар 1986) је аустралијска атлетичарка, специјалиста за трку на 100 м са препонама. У досадашњој каријери је освојила две медаље са великих такмичења. На олимпијским играма у Пекингу је освојила сребрну медаљу, а на играма у Лондону четири године касније златну. У међувремено је постала првакињом света на светском првенству у Тегуу 2011. године.

## Каријера
У својој раној младости започела је спортску каријеру са гимнастиком, али кад се са породицом преселила из Новог Јужног Велса у Квинсленду почела је да се бави атлетиком. Први значајнији успех је постигла на јуниорском првенству света 2003. године, кад је у трци на 100 м са препонама постала светска првакиња. Овим успехом је изборила место у аустралијској репрезентацији за светско првенство у Паризу и са својим учешћем у женској штафети Аустралије на 4 х 100 м је постала најмлађа атлетичарка из своје земље која је учествовала на светским првенствима. На јуниорском светском првенству 2004. бранила је титулу освојену са прошлог првенства у трци на 100 м са препонама, али чак није успела да се домогне неке од медаља, док је на истом првенству освојила бронзану медаљу у трци на 100 м.
На првенству света 2007. у Осаки драстично је напредовала и пласирала се у полуфинала на тркама на 100 м и 100 м са препонама, али није успела да уђе ни у једно финале. Крајем исте године је на Гранд прију у Дохи заузела треће место. Сезону 2008. је започела са неколико добрих резултата на митинзима Златне лиге, укључујући четврто место у Риму, шесто у Ослу и седмо у Берлину. Врхунац њеног напретка те године је било освојено друго место на олимпијским играма у Пекингу резултатом 12,64 с. Поводом овог доброг резултата већ следеће године на првенству света у Берлину убрајали су је у ужи круг фавориткиња за неку од медаље, али је такмичење завршила на петом месту.
Током 2010. удала се за Кирана Пирсона и променила презиме. Исте године победила је на Играма Комонвелта у Њу Делхију. Једну годину касније постала је и светска првакиња, победивши на првенству света у Тегуу са новим рекордом првенства који износи 12,28 с.

## Лични рекорди
| Дисциплина    | Време | Место                | Датум              |
| ------------- | ----- | -------------------- | ------------------ |
| 100 м         | 11,14 | Осака, Јапан         | 26. август 2007.   |
| 200 м         | 23,05 | Бризбејн, Аустралија | 11. фебруар 2011.  |
| 100 м препоне | 12,28 | Тегу, Јужна Кореја   | 3. септембар 2011. |